# Misho Amoli
Misho Amoli   (Sofia, 2 de desembre de 1991), d'origen búlgar, més conegut en línia com Misho, és un youtuber, model, boxejador resident a Madrid.
Quan era adolescent es va traslladar a Madrid, on va començar a crear contingut sobre moda i sabatilles esportives a Instagram i, més endavant, va fer el salt també a YouTube i altres plataformes digitals com Twitch i TikTok. Va començar en el món de la moda quan va obrir el seu primer bloc titulat Back To Minimal on en pocs mesos va aconseguir més de 250.000 subscriptors. Més tard va decidir abandonar el projecte per centrar-se principalment en YouTube i Instagram. A principis de 2021 va començar amb la seva sèrie més important de YouTube, anomenada ¿Cómo viste la gente?, on mostra com es vesteix al carrer a diferents llocs del món. El mateix any va publicar l'EP titulat Sample sessions, compost de set temes amb diverses mostres de soul, jazz, reggae i música clàssica.
Va participar a La Velada del Año III, una competició de boxa organitzada per Ibai Llanos, en substitució de Viruzzz (Victor Melida). Va perdre el combat amb el xilè Shelao (Cristian Salvans) en la categoria de superpes (havien pactat un màxim de 99 kg de pes).